# Oxía
Oxía (en grec moderne : Οξεία) est une île de la Grèce située à l'extrême nord-est du golfe de Patras. Elle appartient à l'archipel des îles Échinades et fait partie du dème (municipalité) d'Ithaque au sein du district régional d'Ithaque, dans la périphérie des Îles Ioniennes.

## Géographie
L'île s'étend sur 4 223 km2 et son point culminant atteint les 421 m, ce qui représente le plus haut sommet des Échinades.

## Histoire
En 2013, l'émir du Qatar Hamad ben Khalifa Al Thani en fait l'acquisition, avec six autres îles de l'archipel, auprès de propriétaires privés australo-grecs, pour 8,5 millions d'euros.
L'ancien émir a l'intention d'y faire construire plusieurs maisons pour lui et sa famille lorsqu'elle vient en vacances pour se reposer.